# Friedrich von Schenck (Politiker)
Friedrich Wilhelm von Schenck (* 18. Januar 1822 in Potsdam; † 5. November 1887 in Kawenczyn) war ein deutscher Rittergutsbesitzer und Mitglied des Deutschen Reichstags.

## Leben
Schenck studierte in Berlin, Bonn und Heidelberg. Er war Rittmeister und Rittergutsbesitzer auf Kawenczyn bei Argenau.
Von 1879 bis 1882 war er Mitglied des Preußischen Abgeordnetenhauses und von 1878 bis 1881 war er Mitglied des Deutschen Reichstags für den Wahlkreis Bromberg 3 (Kreis Bromberg) und die Deutschkonservative Partei.